# Ramón Larruy
Ramón Larruy och Hernández, född 26 januari 1928 i Barcelona, Katalonien, död 18 september 1997 i Uppsala, var en spansk-svensk målare.
Larruy studerade vid Barcelonas konstakademi 1939-1943 och vid Victor Ripeaux konstakademi 1943-1949. Han bosatte sig i Tierp 1956 och flyttade till Uppsala 1978. Separat ställde han bland annat ut på Spanska Turistbyråns Salong i Stockholm, Galleri Latina (Stockholm), Galleri 1(Uppsala), Avesta konsthall, Konstfrämjandet och i Pharmacias konstförening i Uppsala och han medverkade i samlingsutställningar med Uplands konstförening, Grand Prix Internationaux Pater Noster i London, Invandrarnas kulturfestival i Malmö och Real Circulo Artistico de Barcelona. Han tilldelades ett konstnärsbidrag från Stockholms konstnärsnämnd 1978 och Tierps kulturstipendium 1973. Hans konst består av kompositioner med figurer i stora format, landskap, porträtt och stilleben. Han signerade sina arbeten med R. Larruy. Larruy är representerad i Tierps kommunhus, Sparbanken i Skara och Karlshamn. En minnesutställning med hans konst visades i Uppsala arrangerat av den spanska föreningen "Peña Española". Larruy skrev också många fina dikter på katalanska och spanska. "Med sin konsekventa harmoniska uppbyggnad bär Larruys konst en omisskänslig spansk prägel, där beröringspunkter med den spanska konstens rika traditioner är klart skönjbara" skrev Olof Lindhe. Också en katalansk konstkritiker och vän Magí Rovira skrev: "Det spanska landskapet lever i Larruys måleri. Färger, kontraster, enkelhet, fattigdom och skönhet. När man betraktar hans tavlor längtar man till de landskap som han skildrar och som ofta idag inte existerar".